# Нордгрен, Аксель Вильгельм
Аксель Вильгельм Нордгрен (швед. Axel Wilhelm Nordgren; 5 декабря 1828, Стокгольм — 12 февраля 1888[…], Дюссельдорф, Пруссия) — шведский художник, пейзажист и портретист.

## Биография
Родился в 1828 году в Стокгольме в семье художника Карла Вильгельма Нордгрена. Окончил в Шведскую академию художеств, после чего (в 1851 году) получил стипендию для продолжения образования в немецком Дюссельдорфе (Дюссельдорфская академия художеств считалась одной из лучших в Европе в то время). Основным учителем Акселя Нордгрена в Дюссельдорфе стал норвежец Ганс Фредрик Гуде.
После окончания обучения, Аксель Нордгрен остался жить в Германии, однако регулярно посещал Швецию и выставлял картины в обоих странах. Также регулярно бывал в Норвегии, где писал пейзажи с натуры. 

Каждое лето Нордгрен ездил на этюды в Швецию и Норвегию, северная природа которых  давала сюжеты для его полных силы и красоты пейзажей.
— Нордгрен, Аксель // Энциклопедический словарь Брокгауза и Ефрона : в 86 т. (82 т. и 4 доп.). — СПб., 1890—1907.
Кроме пейзажей, иногда писал портреты.
Скончался в Дюссельдорфе в 1888 году.

## Пейзажи Акселя Нордгрена

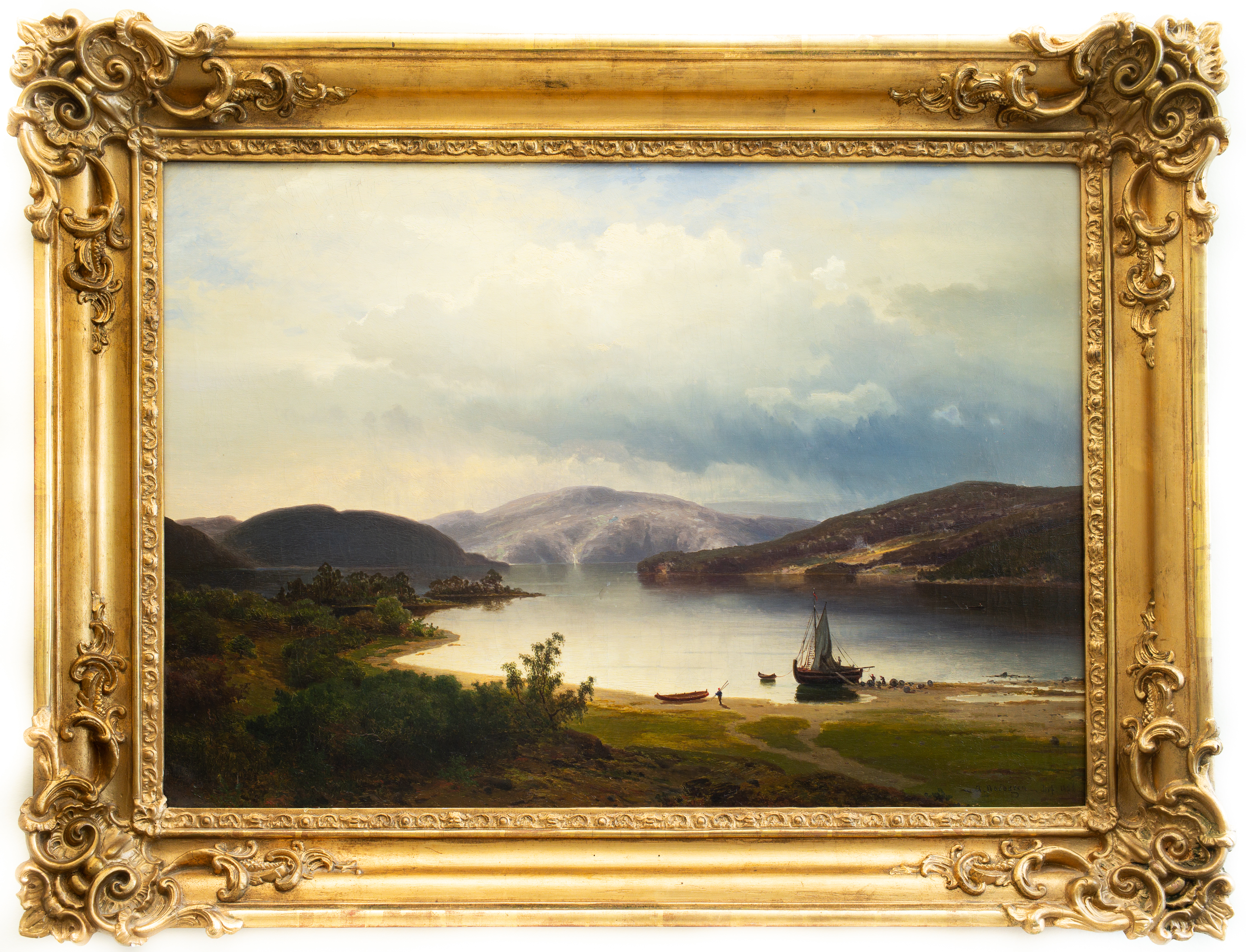
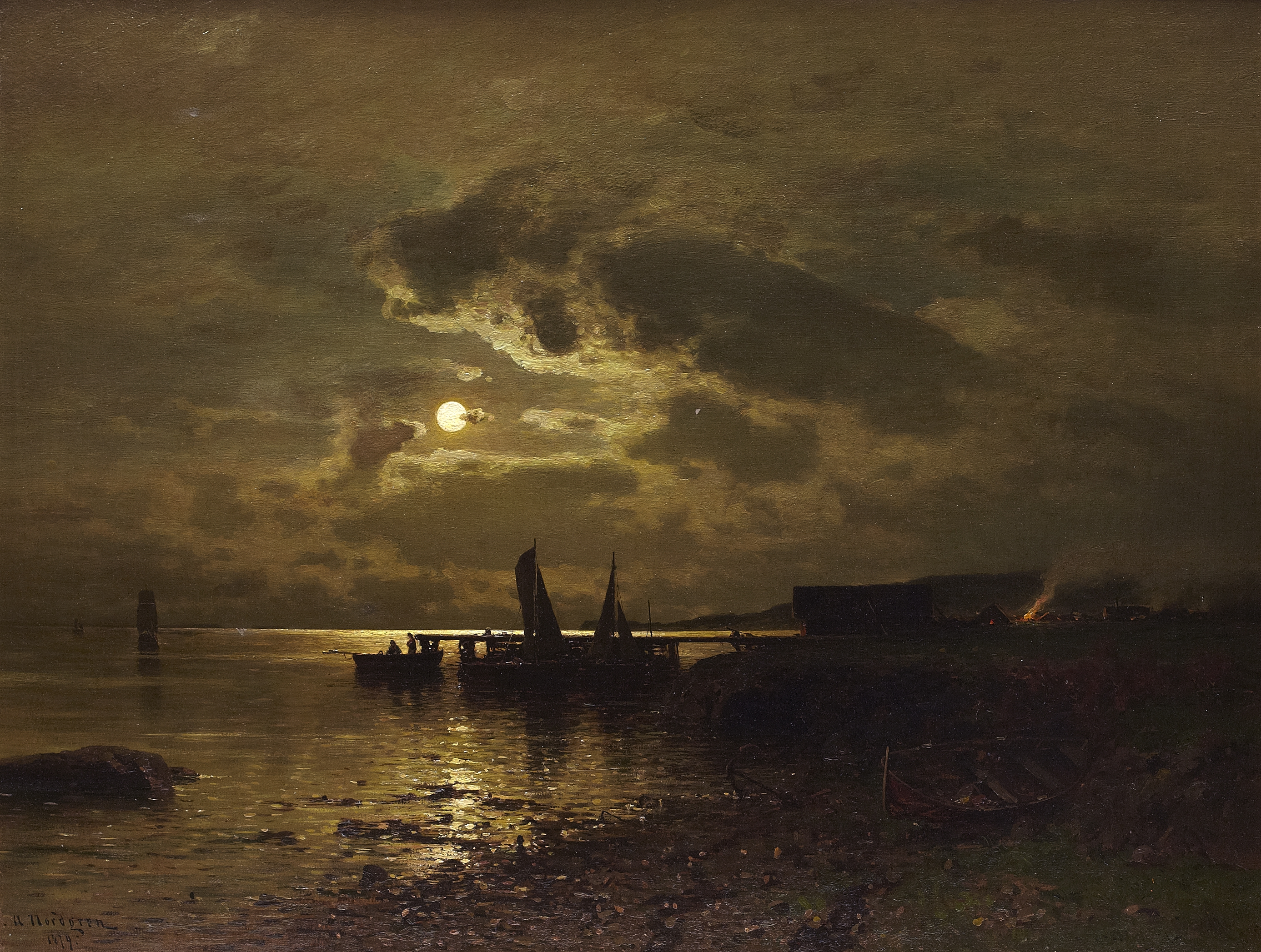
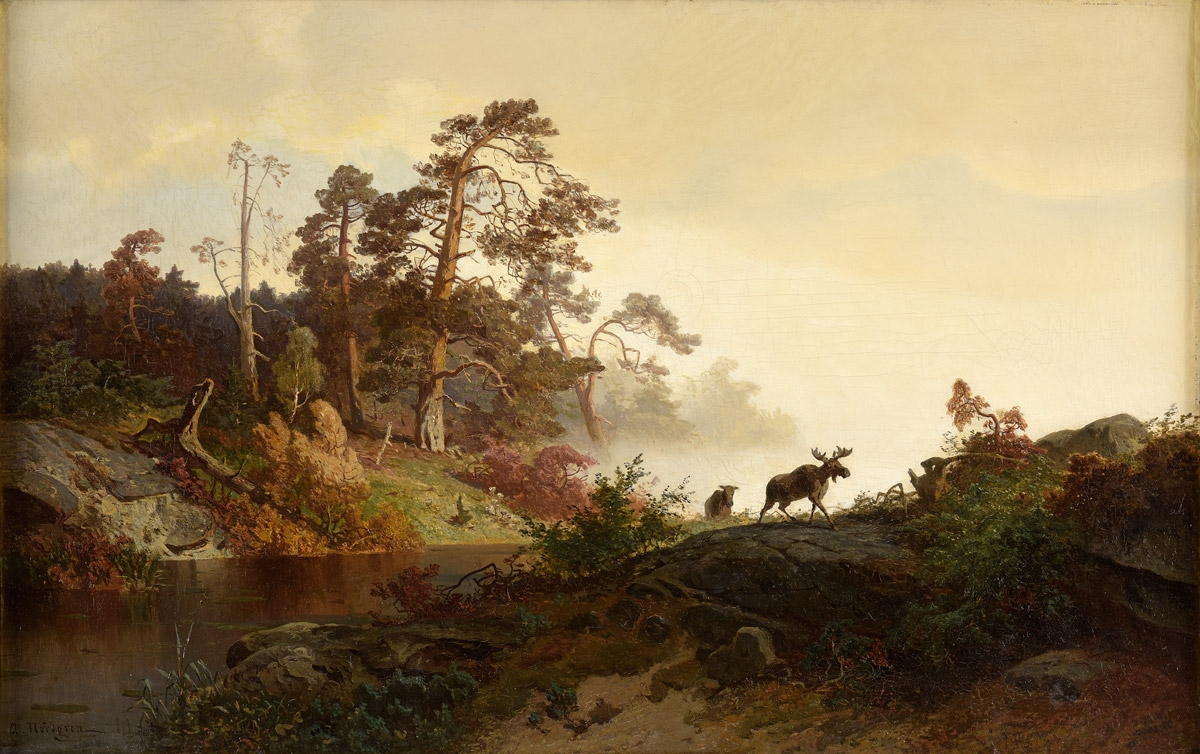